# T2: 트레인스포팅 2
《T2: 트레인스포팅 2》(영어: T2 Trainspotting)는 2017년 개봉한 영국의 코미디, 드라마 영화이다. 대니 보일이 감독을, 존 호지가 각본을 맡았다. 원작은 어빈 웰시의 소설 포르노 와 트레인스포팅이다. 1996년 영화 트레인스포팅의 후속편이다.

## 출연

### 주연
- 이완 맥그리거
- 이완 브렘너
- 조니 리 밀러
- 로버트 칼라일

### 조연
- 스티븐 로버트슨
- 안젤라 네드야코바
- 어빈 웰시
- 사이먼 위어
- 칼 아궤
- 켈리 맥도날드
- 셜리 헨더슨

## 기타
- 원작자: 어빈 웰시
- 미술: 마크 타이데슬리
- 의상: 레이첼 플레밍
- 의상: 스티븐 노블